# Andrea Vizzini
Andrea Vizzini (Grotte, 5 febbraio 1949) è un artista, pittore e scultore italiano.

## Biografia
Studioso delle tecniche artistiche dalla fotografia alla computer art, è stato tra i protagonisti del rinnovato interesse per la pittura, sviluppatosi tra la fine degli anni Sessanta e l'inizio degli anni Settanta, in parallelo alle correnti concettuali e in anticipo rispetto alla stagione della Transavanguardia. L'approccio iniziale del suo lavoro è segnato da una pittura a forte connotazione concettuale, nella quale la figurazione è inserita in contesti narrativi e visivi stranianti. In questo ambito, ha contribuito, insieme ad alcuni dei principali esponenti della cosiddetta Nuova Figurazione italiana, alla definizione di un linguaggio pittorico che si affermò nel decennio, in un panorama artistico allora dominato da figure come Renzo Vespignani e Giuseppe Guerreschi. Dopo un primo periodo di attività con tecniche tradizionali – olio su tela e su legno – nel 1974 intraprese un viaggio a Parigi, dove la visita al Louvre e in particolare alla sezione delle statue greche, rappresentò un momento decisivo nella sua ricerca. Questo incontro con l’arte classica lo portò a sviluppare un ciclo di opere dedicate al mito greco, che culminò con una serie ispirata all’altare di Pergamo. 
L’interesse per la storia dell’arte e per le sue matrici simboliche è rimasto un elemento centrale della sua produzione, orientata verso una riflessione critica e poetica sull’immagine. Considerato un precursore del Citazionismo, pur senza aderire ufficialmente al movimento promosso da Maurizio Calvesi ed Enrico Crispolti, ha preferito mantenere un percorso autonomo, svincolato da appartenenze codificate.
Tra i cicli pittorici più rappresentativi si segnalano: Interni Teoretici (1980), Luoghi dell’eternità (1986) e Iconico Aniconico (1994), opere che, attraverso un impianto simbolico e spesso binario, esplorano la tensione tra opposti – visibile e invisibile, forma e assenza – in una visione del mondo fortemente permeata da riferimenti filosofici ed esistenziali.
Il motivo dominante delle opere adotta sempre più la coniugazione di valenze figurative con impaginazioni informali che via via lo porteranno, subito dopo il periodo delle Negazioni (1995–1998), ad assumere, nella pittura e nella scultura, un atteggiamento sempre più intimista e minimale. Dopo l’utilizzo di acrilici e collage, ha progressivamente introdotto una sperimentazione materica che amplia la gamma semantica del suo linguaggio: terra, ferro, luce – elementi che, ben oltre la loro consistenza fisica, diventano segni poetici e simboli archetipici.
In particolare, nelle serie I luoghi dell’Immortalità, omaggio a Gino De Dominicis, e Abduzione logica, dedicata a Balthus, la materia si fa veicolo di una tensione metafisica. La luce, mutuata da una visione quasi caravaggesca, non ha solo funzione estetica, ma si carica di valenze spirituali e conoscitive: essa disegna lo spazio come soglia tra visibile e invisibile, tra tempo e memoria. L’architettura che emerge da queste opere non è mai scenografica, ma interiore, costruita secondo un’idea del luogo come spazio mentale, luogo della visione e della rivelazione.
Nel 1998, propone nel suggestivo spazio espositivo della Pescheria Vecchia in stile Liberty di Este (PD) le opere del gruppo Corpo a Corpo. Un ciclo nato da un gesto al tempo stesso iconoclasta e filologico: la rielaborazione, la copertura e la cancellazione di opere di  Andy Warhol , poste in dialogo diretto con originali dello stesso artista statunitense. Questo intervento, documentato nel Catalogo a spirale (Edizione Ferdy & Durke), non si configura come atto distruttivo, bensì come palinsesto visivo in cui l’artista interroga la ripetizione, il simulacro e l’autorialità in epoca postmoderna. Corpo a Corpo è un confronto frontale con il mito pop, uno scardinamento poetico dell’icona, un corpo a corpo – appunto – con l’immagine idolatrata e consumata.
A partire dal 2000, amplia ulteriormente la propria ricerca integrando pratiche scultoree e interventi pittorici site-specific in spazi pubblici e istituzionali. Alcune sue opere monumentali fanno oggi parte della Collezione Farnesina del Ministero degli Affari Esteri, segnando l’ingresso del suo lavoro in ambiti rappresentativi della cultura nazionale all’estero.
Nel 2008, in occasione delle Olimpiadi di Pechino, viene invitato alla Biennale Internazionale d’Arte dove espone un’opera poi acquisita dalla Galleria Nazionale delle Belle Arti della capitale cinese. L’evento rappresenta un momento di riconoscimento internazionale, ma anche un’occasione di confronto interculturale in cui l’artista approfondisce ulteriormente il suo interesse per l’estetica delle soglie e dei passaggi simbolici tra culture, epoche e forme del visibile.
Lo stesso anno, affascinato dalle architetture illusorie e dalle prospettive paradossali di  Maurits Cornelis Escher, sviluppa una mostra monografica presso l’Istituto Italiano  di Cultura Estero di Londra, incentrata sul tema dei Luoghi dell’Eternità. In questo progetto, lo spazio si fa enigma e metafora, luogo dell’apertura e del labirinto. Le composizioni pittoriche, spesso accompagnate da installazioni e oggetti tridimensionali, propongono una visione in cui l’arte diventa geografia dell’anima, e la struttura architettonica si trasforma in diagramma simbolico del destino umano.
In questa fase matura della sua carriera, la visione artistica si fa sempre più stratificata, polisemica, tesa a ricomporre frammenti di memoria, mito e storia dell’arte in una tessitura densa di riferimenti e di risonanze. La sua opera assume così la forma di un lungo viaggio iniziatico attraverso le immagini e il tempo, alla ricerca di un’unità perduta tra l’essere e l’apparire, tra la materia e l’invisibile.
Nel 2011 allestisce a Napoli, presso il Museo Castel Nuovo - Maschio Angioino, una mostra personale, presentata da Angela Tecce dal titolo Codice Perpetuo, per la prima volta il dialogo tra pittura e scultura diviene più serrato e interattivo: le forme essenziali e cromaticamente pure entrano a far parte degli ambienti dipinti e nel contempo sono presenti in tutta la loro totemicità all'interno dell'esposizione, trasformando la sala espositiva in un riflesso speculare della rappresentazione pittorica.
Nel 2017, dieci anni dopo la morte di U.G. Krisnamurti per cui intraprende una assidua ricerca sulla “non dualità” ovvero la “realtà naturale”. Elabora una innumerevole quantità di opere su queste riflessioni, sino a quando arriva percepire, che niente è realtà, tutto è vero e non vero allo stesso tempo, quindi tutto è un’illusione.
Porta, quindi, a compimento il ciclo “La Fine dell’Arte” che diviene il titolo di una mostra che realizza alla Galleria Ravagnan di Venezia nel luglio 2017, durante la 57° Biennale di Venezia e la grande esposizione “Treasures from the Wreck of the Unbelievable” di Damien Hirst a Palazzo Grassi e Punta della Dogana.
Contemporaneamente, sempre nel 2017, inizia un nuovo gruppo di opere, dove riprende i temi affrontati del 1967-68, i Miti Greci e le opere del rinascimento come entità di valori da contrapporre al vilipendio perpetrato da quell'arte contemporanea che si impone attraverso valori economici esorbitanti, frutto di dubbie trattative per niente trasparenti come svela Donald Thompson nel libro "Bolle, baraonde e avidità" (Edizione Mondadori).
Sul tema “Mythos”, Vizzini sottolinea l'adattamento del significato dei Miti Greci, ai numerosi cambiamenti dell’era digitale, adoperando sovrapposizioni di colore e materia che fluttuante si insinua nelle immagini, aggiungendo e togliendo particolari per produrre e stimolare un dialogo interiore che inizialmente ci introduce nel passato che è dentro di noi, attraversa il nostro presente ed influenza il nostro futuro, una sorta di correlazione semantica che ci fa attraversare le dimensioni e ci conduce verso una coscienza universale.
Realizza un ciclo di mostre a partire dal 2019, che verranno esposte a Parigi, presso la Galleria Bartoux, poi nel 2023 al Museo ARCOS di Benevento e al Museo Storico Archeologico di Nola - Napoli e quindi alla Casa di Rigoletto a Mantova (Cataloghi OmniaBook e Mondadori). Nel 2025 Mostra al Museo Simon Benetton a Treviso. 
Di Vizzini hanno scritto testi critici: Achille Bonito Oliva, Luciano Caramel, Luigi Carluccio, Ferdinando Creta, Enrico Crispolti, Floriano de Santi, Umberto Eco, Alberto Fiz, Giacomo Franzese, Marco Goldin, Eugen Gomringer, Roberta Gubitosi, Klaus Honnef, Alberto Moravia, Demetrio Paparoni, Mario Penelope, Matteo Rampin,  Domenico Rea, Massimo Rizzante,   Leonardo Sciascia, Erich Steingräber, Angela Tecce, ed altri…  

## Mostre
- Saindenberg Gallery, Rotterdam nel 1972
- Bykert Gallery, Broadway - New York nel 1973
- Galleria Pinacoteca, Roma nel 1976
- Kunst Borsa Gallery, Francoforte nel 1980
- Graziani Gallery, New York nel 1981
- Galleria Ravagnan, Venezia Gli Artisti - Ravagnan Gallery Venice nel 1985
- Galeria Romanet, Parigi nel 1987
- Galerie du Parc, Ginevra nel 1989
- Galerie Hartman, Monaco nel 1989
- Galerie Campo, Anversa nel 1989
- Kunstzentrum Worpswede, Bolhangen nel 1989
- Gal. auf der Praterinsel, Monaco di Baviera nel 1990
- Museum Rosenthal, Selb nel 1991
- Museum Schloß Reinbek, Amburgo nel 1991
- Michael Walls Gallery, New York nel 1992
- Ruth Bachofner Gallery - Los Angeles, U.S.A. nel 1993
- Rheinisches Landesmuseum, Bonn nel 1994
- Mediamax Goup, Amsterdam nel 1994
- Atrium Gallery, Saint Louis nel 1995
- Plaza Gallery, Tokyo nel 1996
- Galleria Blu, Milano nel 1996
- Die Galerie am Salzgries, Vienna nel 1997
- Marisa del Re Gallery, New York nel 1998
- Museo Civico, Este Corpo a Corpo, Warhol - Vizzini nel 1998
- Museo Sant'Apollonia, Venezia nel 1999
- Palazzo della Ragione, Mantova nel 2000
- Centre Staquet, Mouscron (Belgique) nel 2000
- Galerie Stuker, Zurigo nel 2000
- Galerie Renate Bender, Monaco di Baviera nel 2002
- Galerie Harderbastei, Ingolstadt nel 2002
- Galerie Romanet, Parigi nel 2003
- "Oltrepassaggio" 51° Biennale di Venezia (Museo Diocesano) nel 2005
- Belgravia Gallery, Londra nel 2008
- Istituto Italiano di Cultura, Londra nel 2008
- Museo Castel Nuovo, Napoli nel 2011
- Museo d'Arte Contemporanea, Pechino nel 2012
- Padiglione Tibet: Evento parallelo 54° Biennale di Venezia nel 2013
- Galleria Ravagnan, Venezia - "La Fine dell'Arte" nel 2017
- Galerie Bartoux, Paris “Mythos” nel 2019-20
- Museo d'Arte Contemporanea e Archeologico, ARCOS, Benevento, “Mythos” nel 2023
- Museo Storico Archeologico Nola-Napoli, “OmniaMythos” nel 2023
- Casa del Rigoletto, Mantova “Passaggi Alchemici” nel 2023
- Biennale di Venezia Architettura, Padiglione Niger nel 2023
- Museo Simon Benetton, Treviso “Incontro Aureo” nel 2025

## Andrea Vizzini nei musei
- Museum di Bagheria
- Museo dello Splendore di Tortona
- Kunstzentrum Worpswede di Bolhangen
- Gal. auf der Praterinsel di Monaco di Baviera
- Museum Rosenthal di Selb
- Museum Schloß Reinbek di Amburgo
- Palazzo della Farnesina di Roma
- Museo Cà Pesaro di Venezia
- Istituto Italiano di Cultura di Londra
- Museo d'Arte Contemporanea Sannio (acronimo ARCOS) di Benevento
- Museo Storico-Archeologico di Nola-Napoli
- Museo Archeologico di Caltanissetta
- Museo d'Arte Contemporanea di Pechino
- Museo Simon Benetton, Treviso

## Collaborazioni
Al Di Meola (Chitarrista e Autore Jazz), copertina del disco " The Infinite Desire" con Pino Daniele 1998, brano "Vizzini" - 4:54
Karl Jenkins (Compositore e Direttore " Adiemus"), copertina del disco "Adiemus Live" 2001 e " Motes" 2014